# Hypocrites elgonensis
Hypocrites elgonensis là một loài bọ cánh cứng trong họ Cerambycidae.